# John Alsop Paine
John Alsop Paine ( 1840 - 1912 ) fue un médico, botánico, y extraordinario antropólogo, y arqueólogo estadounidense.
Entre 1862 a 1867 fue empleado por el "New York Board of Regents" para realizar investigaciones sobre la flora del estado de Nueva York. Fue profesor visitante del "Robert College" de Estambul, y participó en la "Expedición de Exploración a Palestina".

## Algunas publicaciones
- 1857. The eclipse of the sun of May 26, 1854. 10 pp.
- sebastian c Adams, john alsop Paine. 1883. A chronological chart of ancient, modern and biblical history. 1 pp.

### Libros
- 1864. Questions on the Epistle to the Romans: for Bible classes and Sabbath school teachers. Ed. L.C. Childs. 348 pp.
- 1865. Catalogue of plants found in Oneida County and vicinity. 140 pp.
- 1866. Scolopendrium officinarum in western New York: probable determination of the original locality of Pursh. Ed. S. Converse. 283 pp.
- 1889. The pharaoh of the exodus and his son, in the light of their monuments. 789 pp.

## Honores

### Eponimia
- (Rosaceae) Crataegus paineana Sarg.[2]
- La abreviatura «Paine» se emplea para indicar a John Alsop Paine como autoridad en la descripción y clasificación científica de los vegetales.[3]